# Cotorra (Colombia)
Cotorra è un comune della Colombia facente parte del dipartimento di Córdoba.
Il centro abitato venne fondato da Eugenio Sánchez e José Manuel Bolaños nel 1900, mentre l'istituzione del comune è del 18 aprile 1997.